# Télé Monte Carlo
Télé Monte Carlo (TMC) – główny nadawca telewizyjny z Monako, członek Europejskiej Unii Nadawców oraz podmiot odpowiedzialny za wystawianie reprezentacji Monako do Konkursu Piosenki Eurowizji. Choć TMC powstało w 1954 pod patronatem ówczesnego księcia Monako Rainiera III, od początku swego istnienia działa jako stacja prywatna. 100% udziałów należy obecnie do TF1 Group. TMC nadaje jeden kanał telewizyjny, noszący taką samą nazwę jak firma. Jest on dostępny w Monako i całej Francji w naziemnym przekazie cyfrowym, a w księstwie i na południu Francji również w przekazie analogowym. Ponadto kanał wchodzi w skład czterech francuskich platform cyfrowych. W 2016 roku TMC sprywatyzowano całkowicie, rząd Monako sprzedał swoje 20% TF1 Group, który stał się jedynym udziałowcem nadawcy.